# Equazione di Kardar-Parisi-Zhang
In matematica e in meccanica statistica, l'equazione di Kardar-Parisi-Zhang (KPZ) è un'equazione alle derivate parziali stocastica non lineare, introdotta da Mehran Kardar, Giorgio Parisi e Yi-Cheng Zhang nel 1986. Descrive l'evoluzione temporale di un campo scalare {\displaystyle h({\vec {x}},t)} (rappresentante l'altezza di una superficie), in cui {\displaystyle {\vec {x}}} sono le coordinate spaziali e {\displaystyle t} la coordinata temporale:
{\displaystyle {\frac {\partial h({\vec {x}},t)}{\partial t}}=\nu \nabla ^{2}h+{\frac {\lambda }{2}}\left(\nabla h\right)^{2}+\eta ({\vec {x}},t)\;,}
Dove {\displaystyle \eta ({\vec {x}},t)} è un rumore gaussiano bianco avente media nulla
{\displaystyle \langle \eta ({\vec {x}},t)\rangle =0}
e delta-correlazione nello spazio e nel tempo:
{\displaystyle \langle \eta ({\vec {x}},t)\eta ({\vec {x}}',t')\rangle =2D\delta ^{d}({\vec {x}}-{\vec {x}}')\delta (t-t').}
{\displaystyle \nu }, {\displaystyle \lambda }, e {\displaystyle D} sono parametri del modello e {\displaystyle d} è il numero di dimensioni spaziali.
In una dimensione spaziale l'equazione KPZ corrisponde a una versione stocastica dell'equazione di Burgers, con il campo {\displaystyle u(x,t)} ottenuto ponendo {\displaystyle u=-\lambda \,\partial h/\partial x}.
Basandosi sul formalismo del gruppo di rinormalizzazione, si ritiene che l'equazione KPZ rappresenti l'equazione alla base di molti modelli di crescita delle superfici, come il modello di Eden, la deposizione balistica e il modello SOS (solid on solid process). Nel caso del modello SOS, ciò fu provato in maniera rigorosa da Bertini e Giacomin nel 1997.

## Classe di universalità KPZ
Molti sistemi di particelle interagenti, come il processo di esclusione semplice totalmente asimmetrico, appartengono alla classe di universalità dell'equazione di KPZ. In una dimensione spaziale, gli esponenti critici di questa classe sono: esponente di rugosità {\displaystyle \alpha =1/2}, esponente di crescita {\displaystyle \beta =1/3}, ed esponente dinamico {\displaystyle z=3/2}. Per verificare se un modello di crescita è all'interno della classe KPZ, si può calcolare la larghezza della superficie:
{\displaystyle W(L,t)=\left\langle {\frac {1}{L}}\int _{0}^{L}{\big (}h(x,t)-{\bar {h}}(t){\big )}^{2}\,dx\right\rangle ^{1/2},}
dove {\displaystyle {\bar {h}}(t)} è l'altezza media della superficie al tempo {\displaystyle t} e {\displaystyle L} è la dimensione del sistema. Per i modelli all'interno della classe KPZ, le principali proprietà della superficie {\displaystyle h(x,t)} può essere caratterizzato dalla relazione di scaling di Family-Vicsek per la rugosità:
{\displaystyle W(L,t)\approx L^{\alpha }f(t/L^{z}),}
con una funzione di scaling {\displaystyle f(u)} soddisfacente
{\displaystyle f(u)\propto {\begin{cases}u^{\beta }&\ u\ll 1\\1&\ u\gg 1\end{cases}}}
Nel 2018, Hairer e Quastel hanno dimostrato che più in generale le seguenti generalizzazioni dell'equazione di KPZ appartengono alla classe di universalità KPZ:
{\displaystyle {\frac {\partial h({\vec {x}},t)}{\partial t}}=\nu \nabla ^{2}h+P\left(\nabla h\right)+\eta ({\vec {x}},t)\;,}
dove {\displaystyle P} è un generico polinomio di grado pari.

## Risolvere l'equazione di KPZ
A causa della non linearità dell'equazione e della presenza di un rumore bianco avente dipendenza spazio-temporale, è noto che le soluzioni dell'equazione di KPZ non sono lisce o regolari ma piuttosto "frattali" o "ruvide". Infatti, anche senza il termine non lineare, l'equazione di KPZ si riduce all'equazione del calore stocastica, la cui soluzione non è derivabile rispetto alla variabile spaziale, ma soddisfa una condizione di Hölder con esponente {\displaystyle <1/2}. Quindi, il termine non lineare {\displaystyle \left(\nabla h\right)^{2}} in senso classico non è ben definito.
Nel 2013, Martin Hairer ottenne un risultato fondamentale nello studio delle soluzioni dell'equazione KPZ, costruendo approssimazioni mediante dei diagrammi di Feynman. Tale lavoro fu una delle motivazioni dell'assegnazione ad Hairer della Medaglia Fields nel 2014.